# SL1 (fusée)
Pour le réacteur nucléaire américain, voir SL-1.
SL1 (Small Launcher 1) est un lanceur spatial léger en cours de développement par la société allemande HyImpulse créée par d'anciens ingénieurs de l'Institut de propulsion spatiale situé à Lampoldshausen, établissement de l'agence spatiale allemande DLR. Comportant trois étages, il est haut de 28 mètres pour un diamètre de 2,2 mètres et sa masse au décollage est de 48 tonnes. Sa principale caractéristique est le recours à une propulsion hybride. Les moteurs-fusées utilisés à plusieurs exemplaires par chaque étage et ayant une poussée de 75 et 10 kiloNewtons brûlent un mélange de paraffine (propergol solide) avec de l'oxygène liquide mis sous pression par des turbopompes actionnées par un générateur de gaz. SL1 pourra placer des petits et très petits satellites sur des orbites basses (500 kg) et des orbites héliosynchrones (400 kg à 500 km). Le propulseur utilisé par les deux premiers étages du lanceur doit être testé sur une fusée-sonde. Un premier vol opérationnel est prévu au cours de l'année 2023.

## Historique

### Création de HyImpulse
HyImpulse est fondée en 2018  par essaimage de l'Institut de propulsion spatiale situé à Lampoldshausen  dépendant de l'agence spatiale allemande DLR. La start-up, qui est présidée par Rudolf Schwarz par ailleurs directeur de la société technologique allemande IABG, compte se démarquer de la concurrence en développant un lanceur léger utilisant une propulsion hybride qui présente l'avantage grâce à la simplicité de sa construction d'abaisser les coûts tout en réduisant les risques. Ces moteurs brûlent un mélange d'oxygène liquide et de paraffine. Le lanceur sera capable de placer 500 kg en orbite basse (400 km). Le cofondateur de la société, Christian Schmierer, ainsi que trois autres ingénieurs de l'entreprise ont développé avec succès une fusée-sonde utilisant cette technologie lorsqu'ils étaient étudiants à l'Université de Stuttgart,.

### Financement des micro-lanceurs par l'agence spatiale allemande
L'agence spatiale allemande DLR décide en juillet 2020 de financer à hauteur de 0,5 million d'euros trois sociétés allemandes développant des micro-lanceurs. Celles-ci devront réaliser deux vols entre 2022 et 2023 pour bénéficier des 25 millions d'euros que la DLR compte finalement investir dans ces sociétés. La DLR compte sélectionner un gagnant en 2021 et un deuxième gagnant en 2022. Trois entreprises ont été sélectionnées : RFA qui développe la fusée RFA One, HyImpulse qui propose sa fusée SL1 à propulsion hybride et Isar Aerospace qui développe le lanceur Spectrum capable de placer une tonne en orbite basse. Les trois lanceurs doivent utiliser les installations scandinaves d'Andøya et d'Esrange pour la mise au point de leurs lanceurs mais le site de lancement des vols orbitaux reste à définir. C'est le lanceur Spectrum qui est sélectionné par la DLR et qui reçoit par ailleurs la subvention de l'Agence spatiale européenne d'un montant de 11 millions d'euros. 

### Situation et perspectives financières (janvier 2023)
Début 2023, la situation financière du constructeur du lanceur SL1 est considérée comme étant délicate car il n'a collecté que 30 millions € de fonds (dont 5 millions de prêt et 8,8 millions accordés par la DLR, l'ESA et la Commission Européenne) qu'il consomme à grande vitesse compte tenu de la taille atteinte par l'entreprise, sans pour l'instant disposer de rentrées financières significatives et selon l'un de ses fondateurs, HyImpulse aura besoin de 100 millions € supplémentaires. Fin 2022, HyImpulse a des accords de lancement avec 6 clients différents. Le modèle d'affaires du constructeur de la fusée repose sur la commercialisation annuelle de 50 lancements avec un prix de vente de 10000 € par kilogramme placé en orbite.  

## Caractéristiques techniques
Le lanceur se présente comme une fusée classique (non réutilisable et à décollage vertical) comportant trois étages et pouvant placer une charge utile de 600 kg en orbite basse et 400 kilogrammes en orbite héliosynchrone à une altitude de 500 kilomètres. Le lanceur a une hauteur de 33 mètres pour un diamètre de 2,2 mètres. Sa masse est de 48 tonnes. Le premier étage est propulsé par huit moteurs-fusées HyPLOX75 fonctionnant en parallèle d'une poussée unitaire de 75 kN (poussée moyenne totale 657 kN au niveau de la mer et impulsion spécifique de 307 secondes). Ces propulseurs hybrides comportent un bloc solide de paraffine qui brûle avec de l'oxygène liquide mis sous pression par des turbopompes (une turbopompe alimente deux moteurs). Ces dernières sont actionnées par un générateur de gaz  qui brûle de l'éthanol. De l'hélium sous pression est utilisé pour la pressurisation de l'éthanol et la pressurisation initiale de l'oxygène. Après la phase de démarrage, l'oxygène est mis sous pression dans le réservoir via un échangeur de chaleur utilisant une petite fraction des gaz produits par la turbopompe. La pression moyenne dans la chambre de combustion est de 60 bars et le rapport de section de la tuyère est de 16. Le deuxième étage est propulsé par quatre moteurs-fusées HyPLOX75 aux tuyères allongées (poussée moyenne totale de 413 kN dans le vide et impulsion spécifique de 326 secondes). Le rapport de section de la tuyère est de 41. Le contrôle d'attitude des trois étages est réalisé en modifiant l'inclinaison de certains des moteurs. Le troisième étage est propulsé par quatre moteurs fusées HyPLOX10 d'une poussée unitaire de 10 kilonewtons (poussée moyenne totale 27,5 kN dans le vide et impulsion spécifique de 316 secondes). La pression moyenne dans la chambre de combustion est de 11,5 bars et le rapport de section des tuyères et de 30. Contrairement aux HyPLOX75, l'oxygène est mis sous pression dans les réservoirs par de l'hélium. Des propulseurs à gaz froid seront utilisés pour le contrôle d'attitude durant les phases non propulsées et la circularisation de l'orbite. Cette dernière pourrait être prises en charge par deux petits moteurs-fusées hybrides ou par des petits moteurs à ergols liquides. La réutilisation du premier étage (récupération sous parachute) doit être étudiée mais en principe les moteurs hybrides sont à usage unique.

## Historique du développement

### La fusée-sonde SR75: mise au point de la propulsion hybride
Le premier test du moteur-fusée hybride HyPLOX75 du lanceur a lieu en septembre 2020. Pour mettre au point en vol ce moteur, qui propulse les deux premiers étages, HyImpulse développe la fusée-sonde SR75. Celle-ci utilise un seul moteur hybride contre huit pour le premier étage du lanceur orbital et permet de lancer une charge utile de 250 kilogrammes à une altitude de 200 kilomètres. En juin 2022, un premier test à froid de la fusée-sonde est effectué. Le lanceur doit être tiré depuis la base de lancement de SaxaVord en Écosse et HyImpulse a reçu à ce titre une subvention de 3,4 millions £ de l'agence spatiale britannique qui veut faire de cette base le site européen de référence. Mais la société allemande choisit d'effectuer ses tests en Australie car SaxaVord n'est pas encore opérationnelle. En février 2024, un exemplaire de la fusée-sonde SR75 est transféré par voie maritime en Australie pour être testé sur le site de Koonibba. La campagne de lancement doit débuter fin avril.
Le 3 mai 2024, la fusée-sonde SR75 effectue son vol inaugural depuis Koonibba.

### Accroissement des capacités du lanceur (avril 2024)
En avril 2024, le constructeur allemand annonce que son premier étage sera 20% plus puissant que dans la conception initiale, portant la capacité du lanceur en orbite basse à 600 kg contre 500 à l'origine. La hauteur du lanceur passe de 27 à 33 mètres. La base du premier étage, qui était cylindrique, a désormais une section carrée pour optimiser la disposition des moteurs-hybrides. Le lanceur est désormais proposé en option avec un troisième étage. 

## Lancements prévus
La fusée-sonde SR75 doit décoller de la base de lancement de SaxaVord en Écosse ou depuis Esrange en Suède. Le premier vol du lanceur SL1 est prévu en 2023. Le vol inaugural pourrait décoller depuis l'ancien pas de tir Diamant de la base de Kourou en Guyane française.

## Comparaison avec les autres lanceurs légers européens développés durant la décennie 2020
| Lanceur                                         | Prime                                     | RFA One                      | Spectrum                  | Skyrora XL                      | SL1                         | Miura 5                    | Zéphyr                     |
| ----------------------------------------------- | ----------------------------------------- | ---------------------------- | ------------------------- | ------------------------------- | --------------------------- | -------------------------- | -------------------------- |
| Constructeur                                    | Orbex                                     | RFA                          | Isar Aerospace            | Skyrora                         | HyImpulse                   | PLD Space                  | Latitude                   |
| Dimensions Hauteur x diamètre                   | 19 x 1,3 m                                | 30 x 2 m                     | 27 x 2 m                  | 22,7 x 2,2 m                    | 27 x 2,2 m                  | 34 x 1,8 m                 | 15 x 1,2 m                 |
| Étages                                          | 2                                         | 3                            | 2                         | 3                               | 3                           | 2                          | 2                          |
| Masse                                           | 18 t                                      |                              |                           | 55,8 t                          | 48 t                        |                            |                            |
| Propulsion (1er étage) Poussée unitaire         | 6 ? ? kN                                  | 9 x Helix 100 kN             | 9 Aquila 75 kN            | 9 Skyforce 80 kN                | 8 x 75 kN                   | 5 Terrel-C 105 kN          | 6 Navier ? kN              |
| Ergols                                          | propane x oxygène liquide                 | s kérosène x oxygène liquide | propane x oxygène liquide | kérosène x peroxyde d'hydrogène | oxygène liquide x paraffine | kérosène x oxygène liquide | kérosène x oxygène liquide |
| Charge utile orbite héliosynchrone Orbite basse | 150 kg (500 km)                           | 1 200 kg (700 km)            | 1 000 kg (700 km)         | 315 kg (500 km)                 | 400 kg (500 km) 500 kg      | 300 kg (? km)              | 70 kg (600 km)             |
| Autre caractéristique                           | Structure allégée de 30 % /ratio standard | Moteur à combustion étagée   |                           |                                 | Propulsion hybride          | 1er étage récupérable      |                            |
| Base de lancement principale                    | Sutherland                                | SaxaVord                     | Andoya                    | SaxaVord                        | Kourou                      | Kourou                     | SaxaVord                   |
| Premier vol (prévision)                         | 2023                                      | 2023                         | 2023                      | 2023                            | 2023                        | 2024                       | 2025                       |

### Sources
- (en) Ferdinand Hertel, Domenico Mastrovito,, Goutham Karthikeyan, Mario Kobald et Christian Schmiere « HyImpulse Small Launcher SL1 – Access to Space with Hybrid Propulsion » (aout 2021)  (lire en ligne) [PDF]
—35th Small Satellite Conference